# 于鳳喈
于鳳喈（1462年—1514年），字世和，山東登州府萊陽縣人，民籍，明朝政治人物。

## 生平
山東鄉試第十名舉人。成化十七年（1481年）中式辛丑科會試第十一名，三甲第一百四十七名進士。初授行人司行人，升刑部主事，历员外郎、郎中，弘治十二年（1499年）出为浙江嘉兴府知府，正德二年（1507年）二月升云南布政司左参政，八月以終养祖母张氏乞归。五年六月升太仆寺少卿，六年十二月升南京太仆寺卿，八年九月升南京大理寺卿。

## 家族
曾祖于禮全；祖父于景昌，贈郎中；父于懋，右參議。母張氏（封安人）。